# Campionato di Formula E 2016-2017
Il campionato di Formula E 2016-2017 è stata la terza stagione del campionato riservato a monoposto elettriche. È incominciato il 9 ottobre 2016 a Hong Kong e si è concluso il 30 luglio 2017 a Montréal. Questa stagione è stata accompagnata dalla prima competizione riservata a vetture senza pilota, la Roborace.

## Calendario
Nel 2015 fu annunciato che la terza stagione sarebbe iniziata a Hong Kong in ottobre.
Vi furono dei tentativi da parte della Mahindra Racing per avere un E-Prix a Nuova Delhi, mentre anche il Marocco si candida come possibile tappa. Alejandro Agag annunciò di essere in trattative per mantenere l'E-Prix di Londra in calendario, mentre il sindaco di Lugano Marco Borradori affermò di voler rilanciare la candidatura (congiuntamente a Zurigo) per ospitare un E-Prix in Svizzera già nel 2017, dopo che il tentativo di portare il Gran Premio in terra elvetica era fallito l'anno precedente.
Un primo calendario con 14 gare fu approvato dalla FIA nel luglio 2016. Due gare previste in località da definirsi furono poi cancellate e le date degli ultimi due E-Prix invertite. Il calendario finale prevede una competizione estesa a 12 gare in 9 località. Entrano in calendario Hong Kong e Marrakech e, con due gare a testa, New York e Montréal, mentre Mosca, Punta del Este e Londra furono escluse. L'E-Prix di Monaco ritorna in calendario dopo un'assenza di un anno. L'E-Prix di Berlino è tornato all'Aeroporto di Berlino-Tempelhof per un doppio round.
Il campionato 2017, come per il 2016, in Italia è stato trasmesso in diretta in chiaro da RaiSport sul digitale terrestre.
| Gara   | E-Prix                      | Paese                 | Circuito                                                 | Layout         | Data             |
| ------ | --------------------------- | --------------------- | -------------------------------------------------------- | -------------- | ---------------- |
| 1      | E-Prix di Hong Kong         | Hong Kong             | Hong Kong Central Circuit                                |                | 9 ottobre 2016   |
| 2      | E-Prix di Marrakech         | Marocco               | Circuito Internazionale dell'Automobile Moulay El Hassan |                | 12 novembre 2016 |
| 3      | E-Prix di Buenos Aires      | Argentina             | Puerto Madero Street Circuit                             |                | 18 febbraio 2017 |
| 4      | E-Prix di Città del Messico | Messico               | Autodromo Hermanos Rodriguez                             |                | 1 aprile 2017    |
| 5      | E-Prix di Monaco            | Principato di Monaco  | Circuito di Monte Carlo                                  |                | 13 maggio 2017   |
| 6      | E-Prix di Parigi            | Francia               | Circuit des Invalides                                    |                | 20 maggio 2017   |
| 7      | E-Prix di Berlino Gara 1    | Germania              | Circuito dell'aeroporto di Berlino-Tempelhof             |                | 10 giugno 2017   |
| 8      | E-Prix di Berlino Gara 2    | Germania              | Circuito dell'aeroporto di Berlino-Tempelhof             | 11 giugno 2017 |                  |
| 9      | E-Prix di New York Gara 1   | Stati Uniti d'America | Brooklyn Street Circuit                                  |                | 15 luglio 2017   |
| 10     | E-Prix di New York Gara 2   | Stati Uniti d'America | Brooklyn Street Circuit                                  | 16 luglio 2017 |                  |
| 11     | E-Prix di Montréal Gara 1   | Canada                | Circuito cittadino di Montréal                           |                | 29 luglio 2017   |
| 12     | E-Prix di Montréal Gara 2   | Canada                | Circuito cittadino di Montréal                           | 30 luglio 2017 |                  |
| Fonte: |                             |                       |                                                          |                |                  |

## Modifiche al regolamento
- Da questa stagione verrà assegnato 1 solo punto all'autore del giro più veloce in gara, rispetto ai 2 delle stagioni precedenti[9]
- Viene aumentato a 230 kg il peso massimo delle batterie, dai 200 kg delle passate stagioni[10];
- il limite di peso minimo per le vetture sarà abbassato da 888 a 880 kg mentre rimane invariata la potenza dei motori: 200 kW (272 cavalli) in qualifica e 170 kW (231 cavalli) in gara[11];
- la quantità consentita di rigenerazione sarà aumentata a 150 kW (rispetto ai 100 kW precedenti)[12];
- ci sarà una nuova ala anteriore.

### Scuderie e piloti
| Scuderia                        | Costruttore           | Vettura             | Nº | Piloti                 | Gare       |
| ------------------------------- | --------------------- | ------------------- | -- | ---------------------- | ---------- |
| Faraday Future Dragon Racing    | Spark-Penske          | Penske 701-EV       | 6  | Loïc Duval             | 1-5, 7-12  |
| Faraday Future Dragon Racing    | Spark-Penske          | Penske 701-EV       | 6  | Mike Conway            | 6          |
| Faraday Future Dragon Racing    | Spark-Penske          | Penske 701-EV       | 7  | Jérôme d'Ambrosio      | Tutte      |
| Jaguar Racing Formula E         | Spark-Jaguar          | Jaguar I-Type 1     | 47 | Adam Carroll           | Tutte      |
| Jaguar Racing Formula E         | Spark-Jaguar          | Jaguar I-Type 1     | 20 | Mitch Evans            | Tutte      |
| NEXTEV NIO                      | Spark-NEXTEV          | NextEV TCR 700R     | 3  | Nelson Piquet Jr.      | Tutte      |
| NEXTEV NIO                      | Spark-NEXTEV          | NextEV TCR 700R     | 88 | Oliver Turvey          | Tutte      |
| Renault e.dams                  | Spark-Renault         | Renault Z.E. 16     | 1  | Sébastien Buemi        | 1-8, 11-12 |
| Renault e.dams                  | Spark-Renault         | Renault Z.E. 16     | 8  | Nicolas Prost          | Tutte      |
| Renault e.dams                  | Spark-Renault         | Renault Z.E. 16     | 9  | Pierre Gasly           | 9-10       |
| Techeetah                       | Spark-Renault         | Renault Z.E. 16     | 77 | Ma Qinghua             | 1-3        |
| Techeetah                       | Spark-Renault         | Renault Z.E. 16     | 25 | Jean-Éric Vergne       | Tutte      |
| Techeetah                       | Spark-Renault         | Renault Z.E. 16     | 33 | Esteban Gutiérrez      | 4-6        |
| Techeetah                       | Spark-Renault         | Renault Z.E. 16     | 33 | Stéphane Sarrazin      | 7-12       |
| Mahindra Racing Formula E Team  | Spark-Magneti Marelli | Mahindra M3ELECTRO  | 23 | Nick Heidfeld          | Tutte      |
| Mahindra Racing Formula E Team  | Spark-Magneti Marelli | Mahindra M3ELECTRO  | 19 | Felix Rosenqvist       | Tutte      |
| Andretti Formula E Team         | Spark-Andretti        | Andretti ATEC-02    | 27 | Robin Frijns           | Tutte      |
| Andretti Formula E Team         | Spark-Andretti        | Andretti ATEC-02    | 28 | António Félix da Costa | Tutte      |
| Audi Schaeffler ABT             | Spark-Schaeffler      | ABT Schaeffler FE02 | 66 | Daniel Abt             | Tutte      |
| Audi Schaeffler ABT             | Spark-Schaeffler      | ABT Schaeffler FE02 | 11 | Lucas Di Grassi        | Tutte      |
| Venturi Formula E Team          | Spark-Venturi         | Venturi VM200 FE02  | 4  | Stéphane Sarrazin      | 1-6        |
| Venturi Formula E Team          | Spark-Venturi         | Venturi VM200 FE02  | 4  | Tom Dillmann           | 7-12       |
| Venturi Formula E Team          | Spark-Venturi         | Venturi VM200 FE02  | 5  | Maro Engel             | 1-5, 7-12  |
| Venturi Formula E Team          | Spark-Venturi         | Venturi VM200 FE02  | 5  | Tom Dillmann           | 6          |
| DS Virgin Racing Formula E Team | Spark-Citroën         | DS-Virgin DSV 02    | 2  | Sam Bird               | Tutte      |
| DS Virgin Racing Formula E Team | Spark-Citroën         | DS-Virgin DSV 02    | 37 | José María López       | 1-8, 11-12 |
| DS Virgin Racing Formula E Team | Spark-Citroën         | DS-Virgin DSV 02    | 37 | Alex Lynn              | 9-10       |

- Il team americano Dragon Racing ha annunciato di volere diventare costruttore autonomo nella terza stagione;
- entrerà la Jaguar Racing, in partnership con la Williams[16]
- il team Trulli non parteciperà alla terza stagione a causa di problemi tecnici ed economici[28];
- il Team Aguri, passato in proprietà cinesi, diventerà cliente di un costruttore nella terza stagione;[29]
- la Renault fornirà 2 team nella terza stagione;[30]
- a gennaio il Andretti Autosport ha riomologato il powertrain inizialmente preparato per il secondo campionato, con l'intento di riutilizzarlo per il terzo;[31]
- ad aprile i Team ABT e Venturi superano i crash test con la vettura per la terza stagione.

## Risultati e classifiche

### Risultati gare
| Round | Gara              | Pole position     | Giro più veloce  | Pilota Vincitore | Scuderia vincitrice            | Resoconto |
| ----- | ----------------- | ----------------- | ---------------- | ---------------- | ------------------------------ | --------- |
| 1     | Hong Kong         | Nelson Piquet Jr. | Felix Rosenqvist | Sébastien Buemi  | Renault e.Dams                 | Resoconto |
| 2     | Marrakech         | Felix Rosenqvist  | Loïc Duval       | Sébastien Buemi  | Renault e.Dams                 | Resoconto |
| 3     | Buenos Aires      | Lucas Di Grassi   | Felix Rosenqvist | Sébastien Buemi  | Renault e.Dams                 | Resoconto |
| 4     | Città del Messico | Oliver Turvey     | Sébastien Buemi  | Lucas Di Grassi  | Audi Sport ABT Schaeffler      | Resoconto |
| 5     | Monaco            | Sébastien Buemi   | Sam Bird         | Sébastien Buemi  | Renault e.Dams                 | Resoconto |
| 6     | Parigi            | Sébastien Buemi   | Sam Bird         | Sébastien Buemi  | Renault e.Dams                 | Resoconto |
| 7     | Berlino           | Lucas Di Grassi   | Mitch Evans      | Felix Rosenqvist | Mahindra Racing Formula E Team | Resoconto |
| 8     | Berlino           | Felix Rosenqvist  | Maro Engel       | Sébastien Buemi  | Renault e.Dams                 | Resoconto |
| 9     | New York          | Alex Lynn         | Maro Engel       | Sam Bird         | Virgin Racing                  | Resoconto |
| 10    | New York          | Sam Bird          | Daniel Abt       | Sam Bird         | Virgin Racing                  | Resoconto |
| 11    | Montréal          | Lucas Di Grassi   | Loïc Duval       | Lucas Di Grassi  | Audi Sport ABT Schaeffler      | Resoconto |
| 12    | Montréal          | Felix Rosenqvist  | Nicolas Prost    | Jean-Éric Vergne | Techeetah                      | Resoconto |

### Classifica piloti
| Pos. | Pilota                 | HKG  | MAR | BUE | MEX | MON  | PAR  | BER | BER | NYC  | NYC  | MTL | MTL | Punti |
| ---- | ---------------------- | ---- | --- | --- | --- | ---- | ---- | --- | --- | ---- | ---- | --- | --- | ----- |
| 1    | Lucas Di Grassi        | 2*   | 5*  | 3*  | 1*  | 2*   | Rit* | 2*  | 3*  | 4*   | 5*   | 1*  | 7*  | 181   |
| 2    | Sébastien Buemi        | 1*   | 1*  | 1*  | 13* | 1*   | 1*   | SQ* | 1*  |      |      | SQ* | 11* | 157   |
| 3    | Felix Rosenqvist       | 15   | 3   | 18  | 16† | 6    | 4    | 1   | 2   | 15   | 2    | 9   | 2   | 127   |
| 4    | Sam Bird               | 13   | 2   | Rit | 3   | Rit  | 16   | 7   | 7   | 1    | 1    | 5   | 4   | 122   |
| 5    | Jean-Éric Vergne       | Rit  | 8   | 2   | 2   | Rit  | Rit  | 8   | 6   | 2*   | 8    | 2*  | 1   | 117   |
| 6    | Nico Prost             | 4    | 4   | 4   | 5   | 9    | 5    | 5   | 8   | 8    | 6    | 6   | Rit | 93    |
| 7    | Nick Heidfeld          | 3    | 9   | 15  | 12  | 3    | 3    | 3   | 10  | Rit  | 3*   | Rit | 5   | 88    |
| 8    | Daniel Abt             | Rit  | 6*  | 7*  | 7*  | 7    | 13†* | 6*  | 4*  | 14†* | Rit* | 4   | 6*  | 67    |
| 9    | José María López       | Rit* | 10  | 10  | 6   | Rit  | 2    | 4   | 5   |      |      | Rit | 3   | 65    |
| 10   | Stéphane Sarrazin      | 10   | 12  | 12  | 15  | 15†* | 10   | 11  | 14  | 3    | 12†  | 3   | 8   | 36    |
| 11   | Nelson Piquet Jr.      | 11   | 16  | 5   | 9   | 4    | 7    | 12  | 12  | 11   | 16†  | 13  | 16  | 33    |
| 12   | Oliver Turvey          | 8    | 7   | 9   | Rit | 13†  | 12   | 10  | 9   | 6    | 14   | 15  | 17  | 26    |
| 13   | Robin Frijns           | 6    | 11  | 14  | 11  | 12   | 6    | 17  | 18  | 9    | 9    | 8   | 13  | 24    |
| 14   | Mitch Evans            | Rit  | 17  | 13  | 4   | 10   | 9    | Rit | 17  | NC   | Rit  | 7   | 12  | 22    |
| 15   | Loïc Duval             | 14   | 18  | 6   | Rit | NC   |      | 15  | Rit | 5    | 13†  | Rit | 19† | 20    |
| 16   | Pierre Gasly           |      |     |     |     |      |      |     |     | 7    | 4    |     |     | 18    |
| 17   | Maro Engel             | 9    | NC  | NC  | Rit | 5    |      | 9   | NC  | NC   | Rit  | 12  | 18  | 16    |
| 18   | Jérôme d'Ambrosio      | 7    | 13  | 8   | 14  | Rit  | Rit  | 13  | 13  | Rit  | 10   | 11  | 9   | 13    |
| 19   | Tom Dillmann           |      |     |     |     |      | 8    | 18  | 15  | 13   | 7    | 10  | 10  | 12    |
| 20   | António Félix da Costa | 5    | Rit | 11  | Rit | 11   | Rit  | 16  | 11  | 12   | 15   | 14  | 15  | 10    |
| 21   | Adam Carroll           | 12   | 14  | 17  | 8   | 14   | 15   | 14  | 16  | 10   | 11   | 16  | 14  | 5     |
| 22   | Esteban Gutiérrez      |      |     |     | 10  | 8    | 11   |     |     |      |      |     |     | 5     |
| 23   | Alex Lynn              |      |     |     |     |      |      |     |     | Rit  | Rit  |     |     | 3     |
| 24   | Mike Conway            |      |     |     |     |      | 14   |     |     |      |      |     |     | 0     |
| 25   | Ma Qing Hua            | Rit  | 15  | 16  |     |      |      |     |     |      |      |     |     | 0     |
| Pos. | Pilota                 | HKG  | MAR | BUE | MEX | MON  | PAR  | BER | BER | NYC  | NYC  | MTL | MTL | Punti |

| Pos. | Team                         | No. | HKG  | MAR | BUE | MEX | MON | PAR | BER | BER | NYC | NYC | MTL | MTL | Punti |
| ---- | ---------------------------- | --- | ---- | --- | --- | --- | --- | --- | --- | --- | --- | --- | --- | --- | ----- |
| 1    | Renault e.Dams               | 8   | 4    | 4   | 4   | 5   | 9   | 5   | 5   | 8   | 8   | 6   | 6   | Rit | 268   |
| 1    | Renault e.Dams               | 9   | 1    | 1   | 1   | 13  | 1   | 1   | SQ  | 1   | 7   | 4   | SQ  | 11  | 268   |
| 2    | ABT Schaeffler Audi Sport    | 11  | 2    | 5   | 3   | 1   | 2   | Rit | 2   | 3   | 4   | 5   | 1   | 7   | 248   |
| 2    | ABT Schaeffler Audi Sport    | 66  | Rit  | 6   | 7   | 7   | 7   | 13† | 6   | 4   | 14† | Rit | 4   | 6   | 248   |
| 3    | Mahindra Racing              | 19  | 15   | 3   | 18  | 16† | 6   | 4   | 1   | 2   | 15  | 2   | 9   | 2   | 215   |
| 3    | Mahindra Racing              | 23  | 3    | 9   | 15  | 12  | 3   | 3   | 3   | 10  | Rit | 3   | Rit | 5   | 215   |
| 4    | DS Virgin Racing             | 2   | 13   | 2   | Rit | 3   | Rit | 16  | 7   | 7   | 1   | 1   | 5   | 4   | 190   |
| 4    | DS Virgin Racing             | 37  | Rit* | 10  | 10  | 6   | Rit | 2   | 4   | 5   | Rit | Rit | Rit | 3   | 190   |
| 5    | Techeetah                    | 25  | Rit  | 8   | 2   | 2   | Rit | Rit | 8   | 6   | 2   | 8   | 2   | 1   | 156   |
| 5    | Techeetah                    | 33  | Rit  | 15  | 16  | 10  | 8   | 12  | 11  | 14  | 3   | 12† | 3   | 8   | 156   |
| 6    | NextEV NIO                   | 3   | 11   | 16  | 5   | 9   | 4   | 7   | 12  | 12  | 11  | 16† | 13  | 16  | 59    |
| 6    | NextEV NIO                   | 88  | 8    | 7   | 9   | Rit | 13† | 11  | 10  | 9   | 6   | 14  | 15  | 17  | 59    |
| 7    | MS Amlin Andretti            | 27  | 6    | 11  | 14  | 11  | 12  | 6   | 17  | 18  | 9   | 9   | 8   | 13  | 34    |
| 7    | MS Amlin Andretti            | 28  | 5    | Rit | 11  | Rit | 11  | Rit | 16  | 11  | 12  | 15  | 14  | 15  | 34    |
| 8    | Faraday Future Dragon Racing | 6   | 14   | 18  | 6   | Rit | NC  | 14  | 15  | Rit | 5   | 13† | Rit | 19† | 33    |
| 8    | Faraday Future Dragon Racing | 7   | 7    | 13  | 8   | 14  | Rit | Rit | 13  | 13  | Rit | 10  | 11  | 9   | 33    |
| 9    | Venturi                      | 4   | 10   | 12  | 12  | 15  | 15† | 10  | 18  | 15  | 13  | 7   | 10  | 10  | 30    |
| 9    | Venturi                      | 5   | 9    | NC  | NC  | Rit | 5   | 8   | 9   | NC  | NC  | Rit | 12  | 18  | 30    |
| 10   | Panasonic Jaguar Racing      | 20  | Rit  | 17  | 13  | 4   | 10  | 9   | Rit | 17  | NC  | Rit | 7   | 12  | 27    |
| 10   | Panasonic Jaguar Racing      | 47  | 12   | 14  | 17  | 8   | 14  | 15  | 14  | 16  | 10  | 11  | 16  | 14  | 27    |
| Pos. | Team                         | No. | HKG  | MAR | BUE | MEX | MON | PAR | BER | BER | NYC | NYC | MTL | MTL | Punti |

| Colore  | Risultato             |
| ------- | --------------------- |
| Oro     | Vincitore             |
| Argento | 2º posto              |
| Bronzo  | 3º posto              |
| Verde   | Finito a punti        |
| Blu     | Finito senza punti    |
| Viola   | Ritirato (Rit)        |
| Viola   | Non classificato (NC) |
| Rosso   | Non qualificato (NQ)  |
| Nero    | Squalificato (SQ)     |
| Bianco  | Non partito (NP)      |
| Bianco  | Non ha gareggiato     |
| Bianco  | Infortunato (INF)     |
| Bianco  | Escluso (ES)          |
| Bianco  | Gara cancellata (C)   |

| Pos. | Team                         | No. | HKG  | MAR | BUE | MEX | MON | PAR | BER | BER | NYC | NYC | MTL | MTL | Punti |
| ---- | ---------------------------- | --- | ---- | --- | --- | --- | --- | --- | --- | --- | --- | --- | --- | --- | ----- |
| 1    | Renault e.Dams               | 8   | 4    | 4   | 4   | 5   | 9   | 5   | 5   | 8   | 8   | 6   | 6   | Rit | 268   |
| 1    | Renault e.Dams               | 9   | 1    | 1   | 1   | 13  | 1   | 1   | SQ  | 1   | 7   | 4   | SQ  | 11  | 268   |
| 2    | ABT Schaeffler Audi Sport    | 11  | 2    | 5   | 3   | 1   | 2   | Rit | 2   | 3   | 4   | 5   | 1   | 7   | 248   |
| 2    | ABT Schaeffler Audi Sport    | 66  | Rit  | 6   | 7   | 7   | 7   | 13† | 6   | 4   | 14† | Rit | 4   | 6   | 248   |
| 3    | Mahindra Racing              | 19  | 15   | 3   | 18  | 16† | 6   | 4   | 1   | 2   | 15  | 2   | 9   | 2   | 215   |
| 3    | Mahindra Racing              | 23  | 3    | 9   | 15  | 12  | 3   | 3   | 3   | 10  | Rit | 3   | Rit | 5   | 215   |
| 4    | DS Virgin Racing             | 2   | 13   | 2   | Rit | 3   | Rit | 16  | 7   | 7   | 1   | 1   | 5   | 4   | 190   |
| 4    | DS Virgin Racing             | 37  | Rit* | 10  | 10  | 6   | Rit | 2   | 4   | 5   | Rit | Rit | Rit | 3   | 190   |
| 5    | Techeetah                    | 25  | Rit  | 8   | 2   | 2   | Rit | Rit | 8   | 6   | 2   | 8   | 2   | 1   | 156   |
| 5    | Techeetah                    | 33  | Rit  | 15  | 16  | 10  | 8   | 12  | 11  | 14  | 3   | 12† | 3   | 8   | 156   |
| 6    | NextEV NIO                   | 3   | 11   | 16  | 5   | 9   | 4   | 7   | 12  | 12  | 11  | 16† | 13  | 16  | 59    |
| 6    | NextEV NIO                   | 88  | 8    | 7   | 9   | Rit | 13† | 11  | 10  | 9   | 6   | 14  | 15  | 17  | 59    |
| 7    | MS Amlin Andretti            | 27  | 6    | 11  | 14  | 11  | 12  | 6   | 17  | 18  | 9   | 9   | 8   | 13  | 34    |
| 7    | MS Amlin Andretti            | 28  | 5    | Rit | 11  | Rit | 11  | Rit | 16  | 11  | 12  | 15  | 14  | 15  | 34    |
| 8    | Faraday Future Dragon Racing | 6   | 14   | 18  | 6   | Rit | NC  | 14  | 15  | Rit | 5   | 13† | Rit | 19† | 33    |
| 8    | Faraday Future Dragon Racing | 7   | 7    | 13  | 8   | 14  | Rit | Rit | 13  | 13  | Rit | 10  | 11  | 9   | 33    |
| 9    | Venturi                      | 4   | 10   | 12  | 12  | 15  | 15† | 10  | 18  | 15  | 13  | 7   | 10  | 10  | 30    |
| 9    | Venturi                      | 5   | 9    | NC  | NC  | Rit | 5   | 8   | 9   | NC  | NC  | Rit | 12  | 18  | 30    |
| 10   | Panasonic Jaguar Racing      | 20  | Rit  | 17  | 13  | 4   | 10  | 9   | Rit | 17  | NC  | Rit | 7   | 12  | 27    |
| 10   | Panasonic Jaguar Racing      | 47  | 12   | 14  | 17  | 8   | 14  | 15  | 14  | 16  | 10  | 11  | 16  | 14  | 27    |
| Pos. | Team                         | No. | HKG  | MAR | BUE | MEX | MON | PAR | BER | BER | NYC | NYC | MTL | MTL | Punti |

| Colore  | Risultato             |
| ------- | --------------------- |
| Oro     | Vincitore             |
| Argento | 2º posto              |
| Bronzo  | 3º posto              |
| Verde   | Finito a punti        |
| Blu     | Finito senza punti    |
| Viola   | Ritirato (Rit)        |
| Viola   | Non classificato (NC) |
| Rosso   | Non qualificato (NQ)  |
| Nero    | Squalificato (SQ)     |
| Bianco  | Non partito (NP)      |
| Bianco  | Non ha gareggiato     |
| Bianco  | Infortunato (INF)     |
| Bianco  | Escluso (ES)          |
| Bianco  | Gara cancellata (C)   |